# Kalvasjön (Pjätteryds socken, Småland)
Kalvasjön är en sjö i Älmhults kommun i Småland och ingår i Helge ås huvudavrinningsområde. Sjön har en area på 2,77 kvadratkilometer och ligger 136 meter över havet. Vid provfiske har bland annat abborre, braxen, faren och gers fångats i sjön.

## Delavrinningsområde
Kalvasjön ingår i det delavrinningsområde (627538-139443) som SMHI kallar för Utloppet av Kalvasjön. Medelhöjden är 147 meter över havet och ytan är 21,58 kvadratkilometer. Det finns inga avrinningsområden uppströms utan avrinningsområdet är högsta punkten. Vattendraget som avvattnar avrinningsområdet har biflödesordning 2, vilket innebär att vattnet flödar genom totalt 2 vattendrag innan det når havet efter 149 kilometer. Avrinningsområdet består mestadels av skog (65 procent) och sankmarker (14 procent). Avrinningsområdet har 2,76 kvadratkilometer vattenytor vilket ger det en sjöprocent på 12,8 procent.

## Fisk
Vid provfiske har följande fisk fångats i sjön:
- Abborre
- Braxen
- Faren
- Gärs
- Gädda
- Mört
- Sarv